# Meco del Sacco
Meco del Sacco (Ascoli Piceno, XIII secolo – Avignone, XIV secolo) è stato un letterato italiano.
La città natale ha intitolato una strada del centro storico alla sua memoria.

## Biografia
È stato consegnato alla storia con il nome di Meco del Sacco o Meco d'Ascoli, ma in realtà si chiamò Domenico Savi. Nacque nella città marchigiana verso la fine del XIII secolo, (1290 circa), e morì ad Avignone nella prima metà del XIV. Fra gli anni della data di morte, ipotizzati dagli storici, compaiono il 1346 ed il 1383. Fu un contemporaneo di Cecco d'Ascoli ed è ricordato come un «uomo semplice», sempre animato da buoni sentimenti e da una forte propensione a compiere atti di carità verso il prossimo. Condusse la sua esistenza muovendosi nell'ambito della comunità ecclesiastica come predicatore laico, promotore di opere di pietà e fondatore del movimento dei «Bizzochi e Bizzoche». Definiti anche col nome di «Pinzocchere e Pinzoccheri» dall'Andreantonelli e di «Saccone» e «Sacconi». Meco fu un mistico, più volte accusato di eresia e prosciolto da tale imputazione. Queste alterne vicissitudini lo hanno reso un personaggio controverso della storia ascolana, ma dall'analisi delle sue traversie personali, è sicuramente possibile affermare che non sia stato un eretico. È ipotizzabile, invece, che in gioventù possa essere stato un cavaliere templare o un seguace o un simpatizzante dell'ordine religioso cavalleresco cristiano medioevale dei Cavalieri templari. Alcune delle sue teorie, (al tempo considerate eretiche), erano comunemente adottate e professate dagli appartenenti a quell'ordine cavalleresco. Secondo una leggenda fu anche ordinato cavaliere templare.
Ebbe i natali da una ricca famiglia ascolana, dimorante nel sestiere dove si trova la chiesa di Santa Maria Intervineas, nei pressi di Porta Tufilla. Compì la sua formazione culturale presso l'Università ascolana, (al tempo chiamata «Studium»,) e divenne un letterato e un riformatore. L'abate Marcucci ricorda che alla cultura del predicatore, definito dotato di «arguto ingegno e di calda fantasia», appartennero la conoscenza della lingua latina, della lingua francese, della filosofia e della Sacra Scrittura. Lo storico Sebastiano Andreantonelli lo cita con il nome di «Domenico del Sacco» e lo qualifica come cittadino ascolano, scrittore di testi non privi di errori, fondatore di un romitorio con annessa una piccola chiesa intitolata all'Ascensione di Nostro Signore e all'Assunzione della Beata Vergine che costruì sul monte Polesio (oggi montagna dell'Ascensione) e di un ospedale, «Xenodocium», che eresse a proprie spese, dopo essere stato autorizzato dal vescovo ascolano Rinaldo IV nei pressi di Porta Tufilla. L'edificio era idoneo per la cura degli infermi e per dare ospitalità ai pellegrini.

### La leggenda che lo vuole un Cavaliere templare
La leggenda vuole che sia stato un novizio ordinato nella chiesa Templare di Santa Croce ad Templum di Ascoli, anche se non ne abbracciò la regola essendo un convinto seguace della dottrina Agostiniana. In seguito al suo ordinamento sembra che abbia servito i Templari di Francia, ma a causa dell'epurazione dell'ordine templare ad opera di Clemente V e di Re Filippo il Bello di Francia indussero il Savi a fare ritorno in patria, in seguito all'uccisione del Gran Maestro dei Templari Jacques de Molay. Appena entrato nei confini della Marca visse un'odissea per tornare ad Asculum, essendo egli fra quelli che il papa aveva inserito nella lista dei Templari ricercati e che era stata consegnata anche al vescovo di Ascoli e di Teramo.

## Gli anni della predicazione
Dopo essersi sposato, con madonna Clarella, da cui avrebbe avuto dei figli, il Savi abbandonò la sua famiglia e si dedicò alla predicazione lanciando invettive contro l'Ordine francescano, che nella città di Ascoli deteneva enormi poteri, reo di aver accumulato troppe ricchezze e di non perseguire più gli ideali di san Francesco d'Assisi.
Attraverso la sua predicazione, descritta come un misto fra il laico e l'eretico, parlò con una formidabile cultura teologica alle folle nelle piazze cittadine ed in quelle dei vasti possedimenti del comune ascolano, acquistate secondo il suo biografo, padre Luigi Pastori, dagli insegnamenti del cappellano templare, Alberto da Senigallia. Queste polemiche non fecero altro che fomentare l'odio da parte degli ordini francescani minori, che nella persona di Emidio da Bonnaccio (conosciuto anche come frate Emidio di Ascoli) decretarono che fossero bruciati i libri scritti dal Savi, dei quali: uno in francese sui Salmi e due in volgare rispettivamente uno sul Vangelo e l'altro sull'Apocalisse.

### La fondazione del Movimento dei "Bizoccheri" o "Bizzochi" o "Sacconi"
Meco, si vestì di un «ruvido sacco», simbolo di austerità, umiltà e penitenza, e dedicò la sua esistenza alla predicazione della fede cristiana. Fondò un piccolo cenobio sul monte Polesio e con le sue parole ed il suo misticismo creò un movimento religioso che raccolse un notevole numero di seguaci, identificati anche col nome di «Sacconi», termine derivato dalla foggia e dal tessuto dell'abito che indossavano, stimabile intorno ai 10.000 nella sola città, più un numero di altri sostenitori nel contado, che vennero accusati di orge e di licenziose pratiche erotiche. Il tutto sembra frutto della politica opposta ed avversaria degli ordini monastici cittadini. Antonio De Santis ricorda che «Il movimento sacconiano fu un movimento che si sviluppò in seno alla Chiesa, nel pieno rispetto della sua autorità. Anzi, proprio nell'autorità ecclesiastica, debitamente addita, il suo capo, Meco del Sacco, trovò le sue più ambite soddisfazioni e le vittorie più brillanti, contro l'instacabile persecuzione degli inquisitori francescani. (...) Richiese ed ottenne dal vescovo di Ascoli le licenze per la costruzione della chiesa e dell'ospedale, e per la loro ricostruzione. Ottenne tutte e due le volte la prima pietra benedetta. »
I Sacconi erano «donne e uomini di penitenza» che si erano messi al seguito del Savi. Sulle ripe scoscese del monte dell'Ascensione si affollavano a migliaia e si frustavano e flagellavano per ottenere la remissione dei peccati, si sottoponevano, inoltre, a dure ed austere penitenze. Assistevano poveri ed ammalati presso l'ospedale di Porta Tufilla. Antonio De Santis li classifica come componenti di una derivazione del Terzo ordine francescano, già allora esistente nella città di Ascoli, che aveva come fulcro la figura mistica di Meco del Sacco.
I frati ascolani erano seriamente preoccupati per il sempre crescente numero di seguaci e cominciarono a vedere in Meco un concorrente, in quanto il suo consistente seguito non versava più le ingenti "offerte" agli ordini monastici cittadini, come i francescani, impegnati nella costruzione della chiesa di San Francesco, in piazza del Popolo. Meco fu denunciato per due volte dal guardiano dei frati della chiesa di San Francesco, la prima volta a papa Benedetto XII e la seconda papa Clemente VI durante il concistoro tenutosi il 5 novembre 1345.
Vi fu anche il sospetto che Meco avesse inventato una «portentosa macchina, qualcosa come una sfera armillare con cui si rappresentavano gli elementi costitutivi dell'universo e i tre regni ultraterreni, cioè una specie di planetario» di cui si serviva per illustrare l'unvierso.
Il movimento ebbe vita fra il 1320 ed il 1344, si estinese intorno alla metà del XIV secolo, quando nel 1346 si persero le notizie sulla figura del suo fondatore.

### I processi per eresia
Il crescente malcontento nell'alto clero della città ascolana determinò che si chiedesse per tre volte l'intervento dell'inquisitore della Marca a giudicare il comportamento e la predicazione di Meco del Sacco. Il Savi fu, così, sottoposto a tre giudizi con l'accusa di eresia. I procedimenti furono condotti da tre minoriti francescani, quali: frate Emidio di Ascoli, frate Giovanni da Monteleone, (seconda inquisizione, 1338) e frate Pietro di Penna San Giovanni, vicario dell'inquisitore della Marca, (terza ed ultima inquisizione avvenuta tra 1344 ed il 1345).
Meco eseguì quanto stabilito dall'esito del primo procedimento a suo carico, ma si difese presso la papale Corte d'Avignone per le infamanti accuse rivoltegli nel secondo e terzo processo. Perorò la sua causa presso due papi: Benedetto XII e Clemente VI, ottenendo per gli ultimi due giudizi di essere scagionato dalle incriminazioni mosse a suo carico. Le sentenze emanate nel secondo e terzo processo determinarono gravi pene per il Savi, nonché la sua riduzione in stato di prigionia. Vennero confiscati i suoi beni, diroccati l'ospedale di Porta Tufilla e la chiesa dell'Ascensione. Condanne non gradite dal popolo e dai suoi proseliti che, attraverso sommosse dettero grande segno di disapprovazione. Meco riottenne la libertà dalla carcerazione attraverso il pagamento di non modiche somme di danaro, il De Santis ricorda che per la seconda scarcerazione furono pagati 60 fiorini d'oro.
Nel corso del terzo processo raggiunse la città di Avignone, in Francia, sede papale nel periodo della "cattività", e si rifugiò presso la corte di papa Clemente VI. Il pontefice ascoltò e credette alle sue parole. Il mistico ascolano difese la purezza e la validità della sua dottrina, in cui credeva fermamente. Clemente VI diede incarico al cardinale Guglielmo de Curtè di occuparsi della riesamina in grado d'appello della sentenza emessa da Pietro da Penna San Giovanni e di chiudere definitivamente la questione a favore di Meco. Tale revisione del procedimento si concluse a favore del predicatore e lo stesso papa, con una lettera, datata 4 dicembre 1345, dispose che venissero reintegrati al Savi tutti i beni sottratti e confiscati.
Ormai libero da ogni vincolo, si sarebbe apprestato a tornare finalmente nella terra natale, ma non vi fece mai ritorno, poiché, forse, moriva colpito dal morbo della peste nera.

#### Il primo processo (1324)
Meco del Sacco subì il primo processo per eresia ad opera di frate Emidio d'Ascoli, «minorita ed Inquisitore Generale contro la perversità delle eresie nel Piceno», incaricato a condurre il giudizio dal papa Giovanni XXII nella primavera dell'anno 1234. Il predicatore fu sgridato, screditato e punito. Attuò la sentenza che gli fu inflitta bruciando i libri che aveva scritto e si flagellò pubblicamente insieme ai suoi seguaci e ai suoi famigliari (i figli e la moglie Clarella).

#### Il secondo processo (1338)
Correva l'anno 1338, quando papa Benedetto XII, inviò ad Ascoli frate Giovanni da Monteleone, inquisitore, per sottoporre ad un nuovo procedimento il Savi. La causa fu trattata dapprima ad Ascoli e poi ad Avignone alla presenza del pontefice. Il testo dei sette diversi punti delle proposizioni ereticali attribuite al predicatore ascolano, è giunto fino a noi giorni riportato dall'abate Francesco Antonio Marcucci.
- «Chistianorum Filios sine baptismate decedentes in fide Parentum salvari» («I figli dei cristiani deceduti senza battesimo si salvano in virtù della fede dei genitori»)[32]
- «Ex mutata pecunia lucrum aliquod esse licitum ex rationee mutui, ne pecunia gratis sine lucro sit mortua et amitatur» («È lecito, a causa del mutuo, percepire qualcosa dal danaro dato in prestito, affinché il danaro, dato gratis e senza compenso, non sia come cosa morta e non vada perduto»)[32]
- «Satis esse si Uxori debitum semel in anno reddatur, nec ad amplius tenetur Maritus» («È sufficiente che il marito adempia al suo debito coniugale una volta all'anno; né il marito è tenuto ad altro in più»)[32]
- «Tactus impudicus usque ad delectationem non esse peccata» («Non sono peccati i contatti impudichi fino all'orgasmo»)[32]
- «Viros et mulieros comuniter noctu orantes in obscuro esse impeccabiles, quidquid insimul agant» («Gli uomini e le donne, che in comunità di notte attendono alla preghiera nell'oscurità, sono impeccabili, qualunque cosa facciano insieme»[32]
- «Licere faeminis publice nudatis, se ipsas pro peccatis flagellare» («È lecito alle donne denudarsi in pubblico e flagellarsi per i propri peccati»)[32]
- «Laicos quoque facultatem habere absolvendi ab omnibus peccatis»[31] «Anche i laici hanno il potere di assolvere da ogni peccato»[32]

A seguito di questo processo il Savi fu devinitivamente appellato con il cognome "del Sacco", non fu ridotto in carcere per il largo seguito che aveva, ma gli furono strappate le vesti di canapa (il sacco che indossava) e fu fatto diroccare il suo romitorio sul monte Polesio, inoltre gli fu paventata la possibilità della messa al rogo qualora non avesse ritrattato le contestate eresie e fosse "ricaduto" negli stessi errori. Marcucci ricorda che dopo questo procedimento il Savi trasformò la sua abitazione presso Porta Tufilla nell'ospedale dedicato alla cura dei malati e ai pellegrini. Riottene, tuttavia, l'autorizzazione dal vescovo ascolano Rinaldo IV di ricostruire il cenobio sul monte Ascensione l'anno successivo, nel 1339. Ed anche a questo permesso seguì la benedizione della prima pietra.

#### Il terzo processo (1344)
La terza ed ultima sentenza fu emanata dal frate minorita Pietro di Penna San Giovanni che arrivò in città nel 1344, durante il pontificato di Clemente VI. Questo provvedimento comminò la scomunica del Savi e lo condannò al rogo. Secondo quanto riferito da Francesco Antonio Marcucci, il dispositivo del verdetto prevedeva che Meco fosse "abbruciato con tutti i suoi libracci, essendo stato giudicato reo di 16 imputazioni,  quali:
- «Dominuccio si proclama figlio di Dio ed è un uomo peccatore»
- «Parimenti dice di essere Cristo»
- «E fu e si finse morto»
- «Per tre giorni giacque nel sepolcro»
- «E quindi risuscitò»
- «Parimenti finse di aver risuscitato sette morti»
- «E che la facoltà di scacciare i demoni»
- «E di far miracoli e prodigi»
- «Parimenti, pur essendo laico scrisse libri contenenti molte eresie, alcuni dei quali libri sono stati bruciati»
- «Assunse l'abito religioso»
- «Istituì una religione di uomini e donne Pinzoccheri e Pinzocchere»
- «Ingannò il popolo in vari modi e lo sedusse»
- «E a volte lo invocavano come Padre, a volte come Figlio e a volte come Spirito Santo, e lo adorarono come Dio»
- «Egli come un sacerdote, ascolta le confessioni ed è sposato ed assolve i peccati»
- «E come pontefice, benedice il popolo»[31]